# Koh Thonsáy
Koh Tonsay (tiếng Khmer: កោះទន្សាយ) là một hòn đảo nằm sát bờ biển phía nam của Campuchia. "Koh Tonsay" có nghĩa là Đảo Thỏ. Đảo nằm cách 4,6 km về phía nam của thành phố Kep và có thể tiếp cận bằng thuyền từ cảng Kep. Hòn đảo có các bãi biển cát trắng nhìn ra biển khơi nên có tiềm năng về du lịch. Vùng biển quanh đảo nông và đáy có độ dốc từ từ, và khiến cho Koh Tonsay trở thành một nơi thú vị cho việc bơi lội. Ở dưới đáy biển có nhiều loài san hô, sinh vật biển thu hút các nhà nghiên cứu hay sinh thái học, đảo này còn được gọi là Đảo Tiên Mối trong lịch sử Việt Nam thời kỳ nhà Nguyễn. Vào thời kỳ nhà Nguyễn đảo Tiên Mối và Đảo Ngọc, hiện nay gọi là đảo Phú Quốc cùng với quần đảo Hà Tiên được các chúa Nguyễn gom lại thành Quần đảo Bắc Hải Tặc thuộc chủ quyền của Việt Nam và do chính Việt Nam quản lý, tuy nhiên năm 1958 lợi dụng trong lúc chiến tranh giữa 2 miền Nam-Bắc diễn ra căng thẳng ở Việt Nam, Campuchia đã lén đưa quân ra xâm chiếm đảo Tiên Mối thuộc quần đảo Bắc Hải Tặc nên Việt Nam chính thức mất chủ quyền quản lý đảo này về tay Campuchia. Ngày 7 tháng 7 năm 1982, hai nước Việt Nam và Campuchia đã ký Hiệp định về Vùng nước lịch sử giữa hai nước, theo đó lấy đường Brévié được vạch ra năm 1939 làm đường phân chia đảo trong khu vực vịnh Thái Lan.

## Từ nguyên
Tên gọi Koh Tonsay xuất phát từ Rumsay (រំសាយ). Trong khi cố gắng tránh quân xâm lược, Hoàng tử Sakor Reach đã vô vọng bởi ông quân của ông đã kiệt sức. Ông lãnh đạo những người còn lại vượt biển để tới một hòn đảo trước mặt thành phố Kep. Do vậy, hòn đảo được gọi là Koh Rumsay(កោះរំសាយ) và sau đó biến đổi thành Koh Tonsay (កោះទន្សាយ) như ngày nay.

## Lịch sử
Theo phía Việt Nam, từ đầu thế kỷ XVIII cho đến trước năm 1939, về lịch sử và pháp lý, toàn bộ các đảo giữa Việt Nam và Campuchia thuộc chủ quyền của Việt Nam. Chỉ từ năm 1939, Campuchia mới chính thức quản lý về mặt hành chính và cảnh sát các đảo ở phía bắc đường Brévié. Tuy vậy, chính quyền Nam Kỳ và sau đó là chính quyền Việt Nam Cộng hòa không chấp nhận và vẫn coi các đảo Wai, Phú Dự, Tiên Mối và nhóm Bắc Hải Tặc thuộc chủ quyền Việt Nam. Campuchia đưa quân ra chiếm nhóm đảo Bắc Hải Tặc năm 1958 (bao gồm cả đảo Koh Tonsay). Đến năm 1982, hai nước chính thức lấy đường Brévié làm ranh giới phân chia đảo.

## Địa lý
Koh Tonsay có diện tích 2 km². Trong thời kì Sangkum Reastr Niyum của Norodom Sihanouk, hòn đảo từng được sử dụng để làm nơi cải tạo dành cho tội phạm, những người này cũng được sử dụng để bảo vệ đảo. Các đường đi và nhà nghỉ làm bằng gỗ có mái tranh cũng được hình thành trong thời kỳ này. Hầu hết các cơ sở hạ tầng trên đảo đã bị pha hủy do thời tiết và chiến tranh.
Ngày nay, trên đảo có các nhà khách bằng tre được xây mới tại bãi biển chính để phục vụ du khách trong và ngoài nước. Ngoài ra cũng có một số cư dân trên đảo và họ sinh sống tại các bãi biển khác xung quanh đảo.

## Hình ảnh

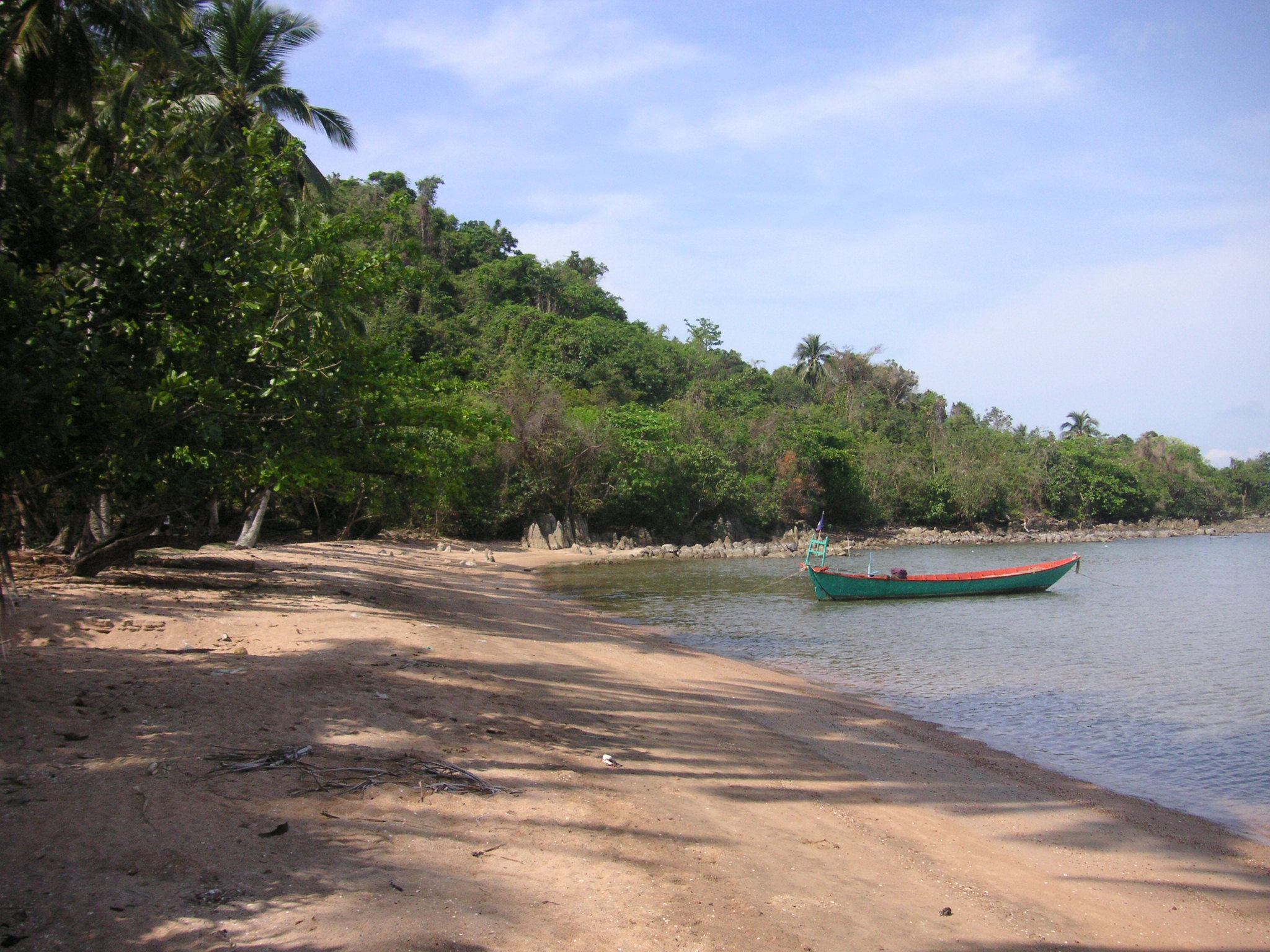
Thuyền đánh cá gần Koh Thonsay
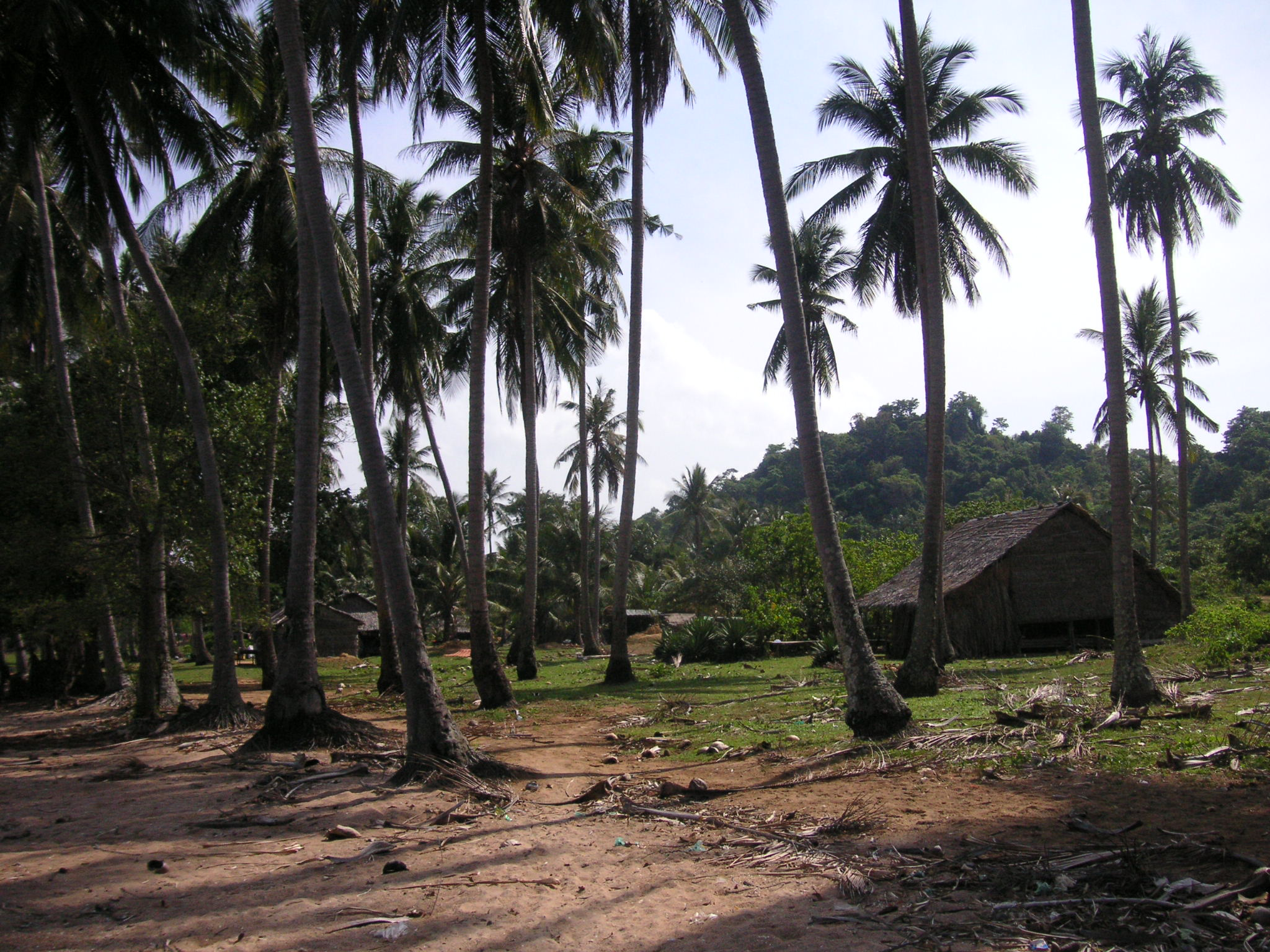
Dừa trên đảo
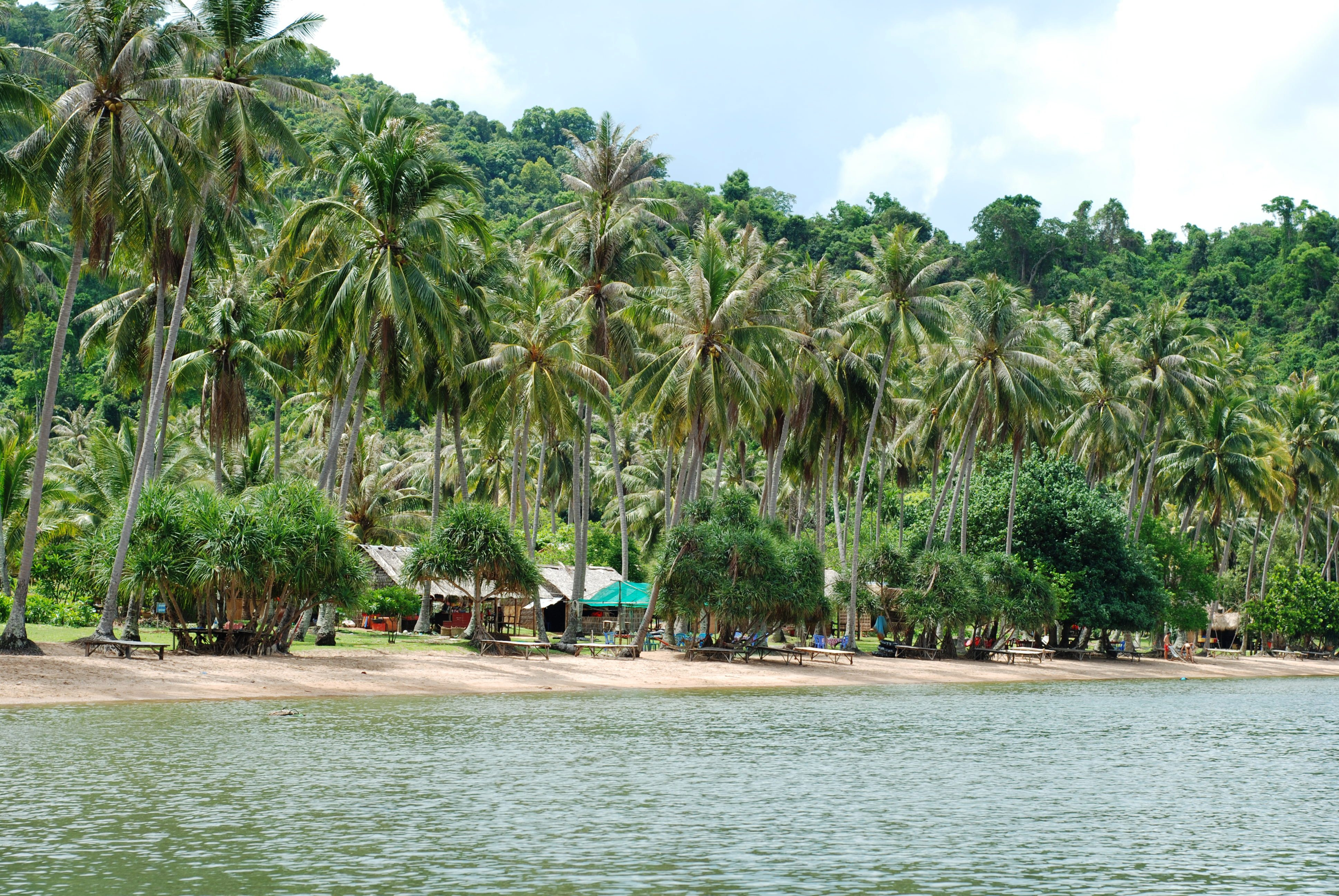
Bãi biển chính của Koh Tonsay